# (164207) Cardea 2004 GU9
(164207) Cardea 2004 GU9 — невеликий квазісупутник Землі із сімейства Аполлона.

## Історія
Квазісупутник був відкритий 13 квітня 2004 року Лабораторією пошуку навколоземних астероїдів імені Лінкольна, Сокорро (США).
(164207) Cardea 2004 GU9 обертається навколо Сонця в резонансі 1:1 із Землею. Він перестане бути квазісупутником Землі до 2600 року. Астероїд має продовгувату форму з  діаметром близько 160—360 м.

### Назва
31 травня 2024 року Міжнародний астрономічний союз (IAU) та науковий подкаст радіостанції WNYC Radiolab в Нью-Йорку (США) запросили людей з усього світу скористатися унікальною можливістю і запропонувати назву для квазісупутника Землі (164207) 2004 GU9. Подання заявок тривало до 30 вересня 2024 року, загалом надійшло 2700 пропозицій з 96 країн світу. За умовами чотирьох етапів конкурсу, в середині січня 2025 року запропоноване ім’я переможця буде офіційно оголошено в бюлетені робочої групи IAU з номенклатури малих тіл (WGSBN), а квазісупутник (164207) 2004 GU9 назавжди отримає своє нове ім'я.
У січні 2025 року, за підсумками конкурсу імен для квазісупутника (164207) 2004 GU9, який було проведено в 2024 році IAU та WNYC, йому вибрано ім'я на честь давньоримської богині — Cardea. Відповідні зміни внесено до бюлетеню Міжнародного астрономічного союзу (IAU).